# Светличанский сельский совет (Харьковская область)
Светличанский сельский совет — входит в состав Золочевского района Харьковской области Украины.
Административный центр сельского совета находится в селе Светличное.

## История
- 1921 — дата образования данного сельского Совета депутатов трудящихся в составе ... волости Богодуховского уезда Харьковской губернии Украинской Советской Социалистической Республики.
- С марта 1923 года — в составе Золочевского района Богоду́ховского о́круга (затем, после его упразднения, Ахты́рского о́круга), с февраля 1932 — в Харьковской области УССР.
- После 17 июля 2020 года в рамках административно-территориальной реформы по новому делению Харьковской области[2][3] данный сельский совет, как и весь Золочевский район Харьковской области, был упразднён; входящие в него населённые пункты и его территории присоединены к … территориальной общине Богодуховского района.
- Сельсовет просуществовал 100 лет.

## Населённые пункты совета
- село Светличное
- село Дуванка
- село Макарово
- село Сосновка
- село Турово